# Mirosternus blackburni
Mirosternus blackburni là một loài bọ cánh cứng thuộc họ Ptinidae.